# 池田めぐみ (アナウンサー)
池田 めぐみ（いけだ めぐみ、1978年5月8日 - ）は、日本の政治家、フリーアナウンサー、ラジオパーソナリティ。日本共産党所属の埼玉県さいたま市議会議員（1期）。元エフエム石川アナウンサー。埼玉県浦和市（現・さいたま市）出身。

## 来歴・人物
明治大学文学部卒業後、2001年エフエム石川にアナウンサーとして入社。入社後は同局の自社制作番組を担当。数多くのアーティストへのインタビューを担当した。
2008年3月にエフエム石川を退職し、フリーアナウンサーとして活動。エフエム群馬で番組を担当した他、2015年4月からTBSラジオの番組「Fine!!」に出演。
2023年4月9日投開票のさいたま市議会議員選挙に浦和区選挙区から日本共産党公認で立候補し、6,445票を得て得票数3位で初当選を果たした。

### 交友
声優の今井麻美とは同じ明治大学からの親友であり、海外旅行なども共に行くことが多い仲である。今井がパーソナリティを務めるWEBラジオ番組『今井麻美のSinger Song Gamer』では、スケジュールの都合で今井が不在の第88回に代理のパーソナリティを務めた。

## 主な出演番組

### 現在
- 防災インフォメーション（ミュージックバード制作・一部コミュニティFM局にもネット・週1回）[5]

### 過去
エフエム石川在籍時
- Ken Rock Station（水曜・木曜担当）
- KANAZAWA HOT 100
- FM石川ニュース

ジョイスタッフ在籍時
- FMラジオショッピング（ジャパンエフエムネットワーク）- 木曜・金曜担当

FMぐんま時代
- ボサノバ・カサノバの ちょっとソコまで（FMぐんま、2013年4月 - 2014年3月）
- site9→11（FMぐんま、2010年2月 - 2015年3月）

その他
- Fine!!（TBSラジオ、2015年4月2日 - 2020年9月26日） - 木曜・金曜・土曜担当
- Radio Leaders（ミュージックバード、2021年11月 - 2023年3月）[6][7]

この他、InterFM、bayfm等での単発出演や『さらば青春の光がTaダ、Baカ、Saワギ』（TBSラジオ）などへのゲスト出演あり。

## その他
- Made in You!（今井麻美への作詞提供）